# Governo eclesiástico
Governo Eclesiástico é a forma administrativa dada às Igrejas. As principais formas de governo nas Igrejas são o congregacionalismo, o presbiterianismo, o episcopado e o representativo.  Então, a Igreja manteve-se regida pelo episcopado até o contexto da Reforma Protestante do século XVI. Na ocasião, os protestantes que rejeitavam tal sistema de governo e defendiam a igualdade clerical foram chamados presbiterianos, enquanto aqueles que queriam que toda a autoridade religiosa estivesse sob os locais foram chamados congregacionalistas, separatistas ou independentes.